# إيلي هولكومب
إيلي هولكومب (بالإنجليزية: Ellie Holcomb)‏ هي كاتبة غنائية ومغنية أمريكية، ولدت في 12 سبتمبر 1982 في ناشفيل في الولايات المتحدة.

## وصلات خارجية
- إيلي هولكومب على موقع ميوزك برينز (الإنجليزية)
- إيلي هولكومب على موقع ديسكوغز (الإنجليزية)

- الموقع الرسمي